# Allgäuer Voralpen östlich der Iller
Allgäuer Voralpen östlich der Iller – podgrupa pasma Alp Algawskich. Leży w Niemczech, w Bawarii na pograniczu z Austrią.
Najwyższe szczyty:
- Grünten (1738 m),
- Wertacher Hörnle (1695 m),
- Spieser (1651 m),
- Hirschberg (1643 m),
- Edelsberg (1629 m),
- Jochschrofen (1625 m),
- Rosskopf (1596 m),
- Starzlachberg (1585 m),
- Alpspitz (1575 m),
- Reuterwanne (1542 m),
- Hindelanger Hirschberg (1500 m).